# سوق الجملة بتونس

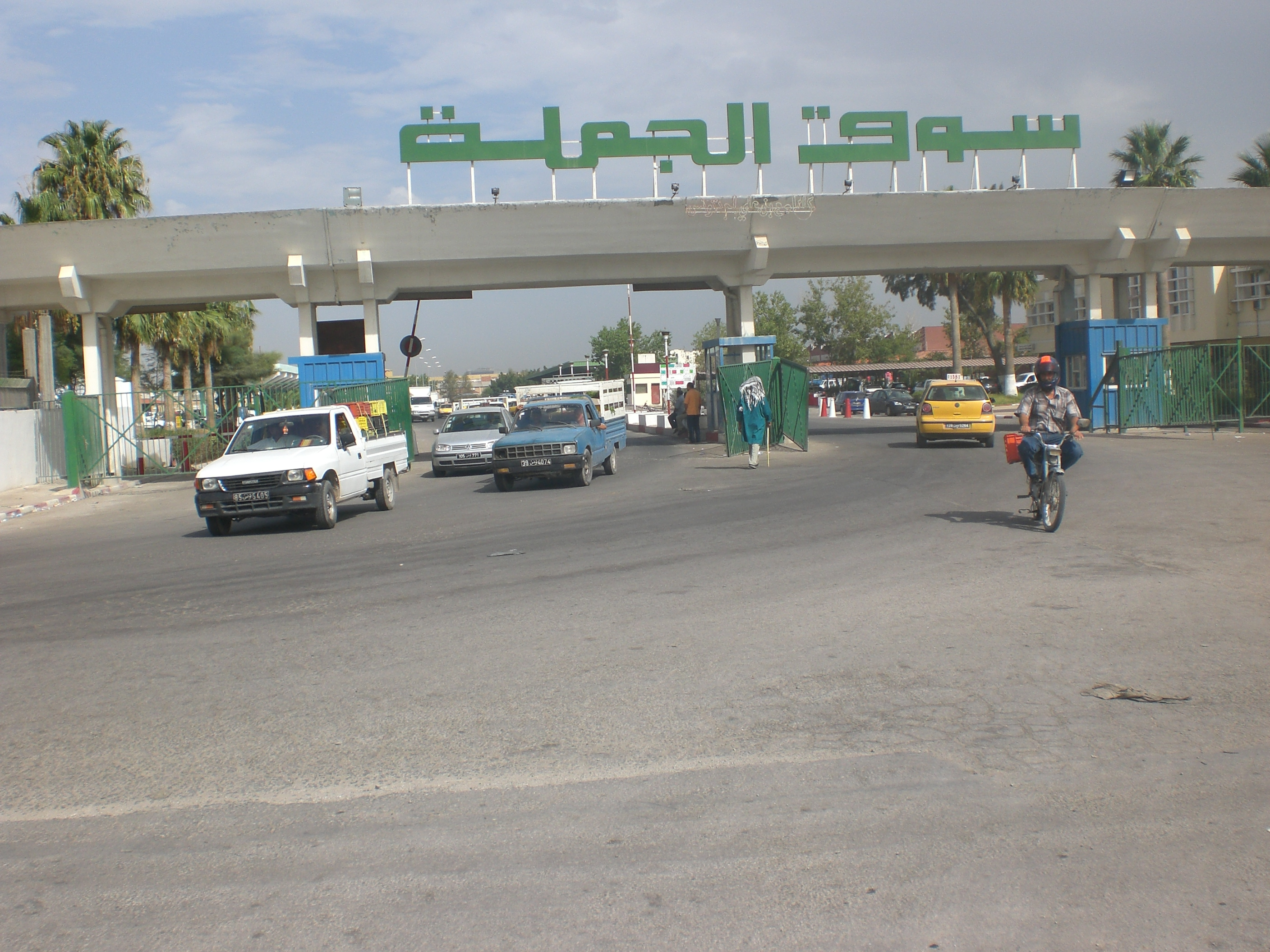
مدخل سوق الجملة

سوق الجملة بتونس ويسمى أيضا سوق الجملة ببئر القصعة هو أكبر سوق للخضر والغلال والأسماك بتونس. ويقع في ضاحية بئر القصعة القريبة من مدينة بن عروس جنوبي العاصمة. وهو يتزود من مختلف مناطق البلاد ويقصده تجار الخضر والغلال والأسماك من مختلف المدن التونسية.
تسير هذا السوق شركة تعاضدية تسمى تعاضدية سوق الجملة، وهي مؤسسة عريقة تأسست في 1965، وتتمثل مهامها في شحن وترصيف السلع، وتشغل 1450 عاملا.

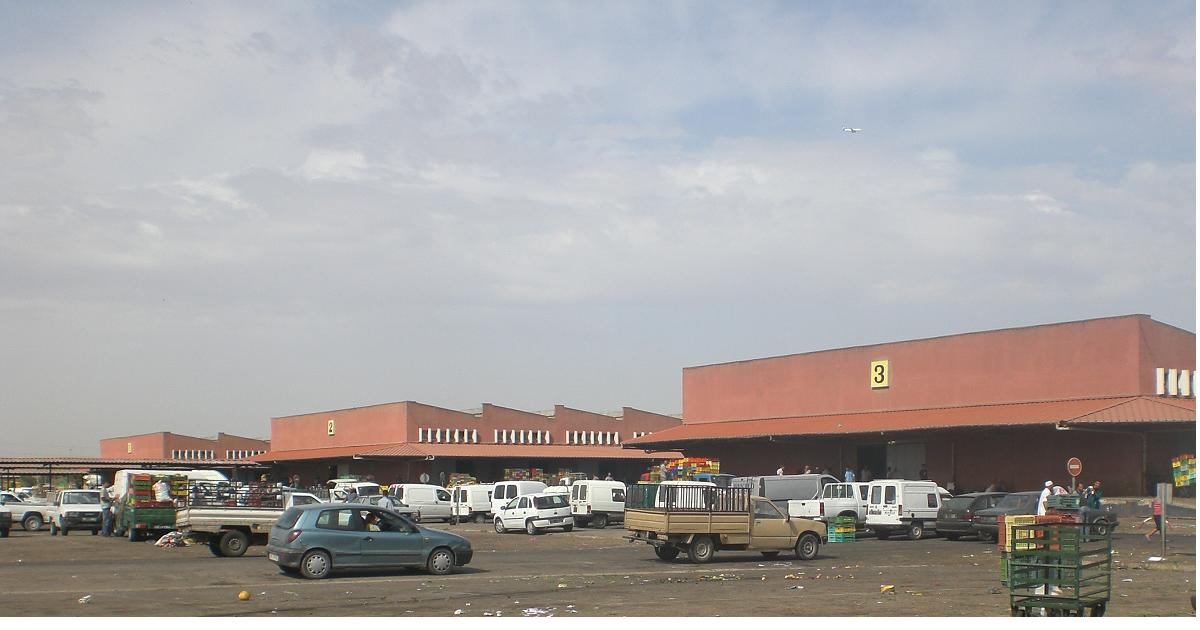
داخل السوق

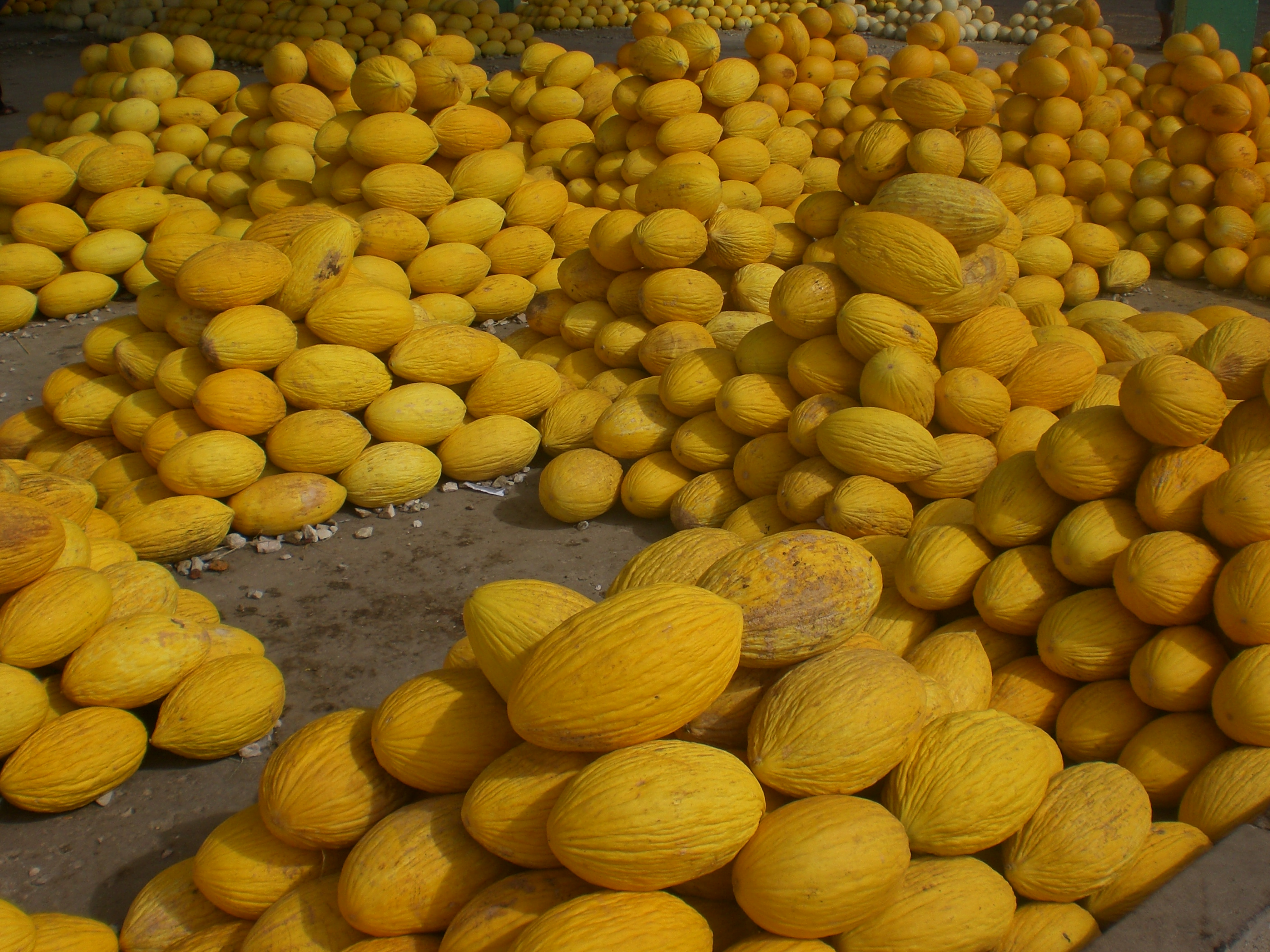
أكوام البطيخ بسوق الجملة بتونس